# Lionel Friedli

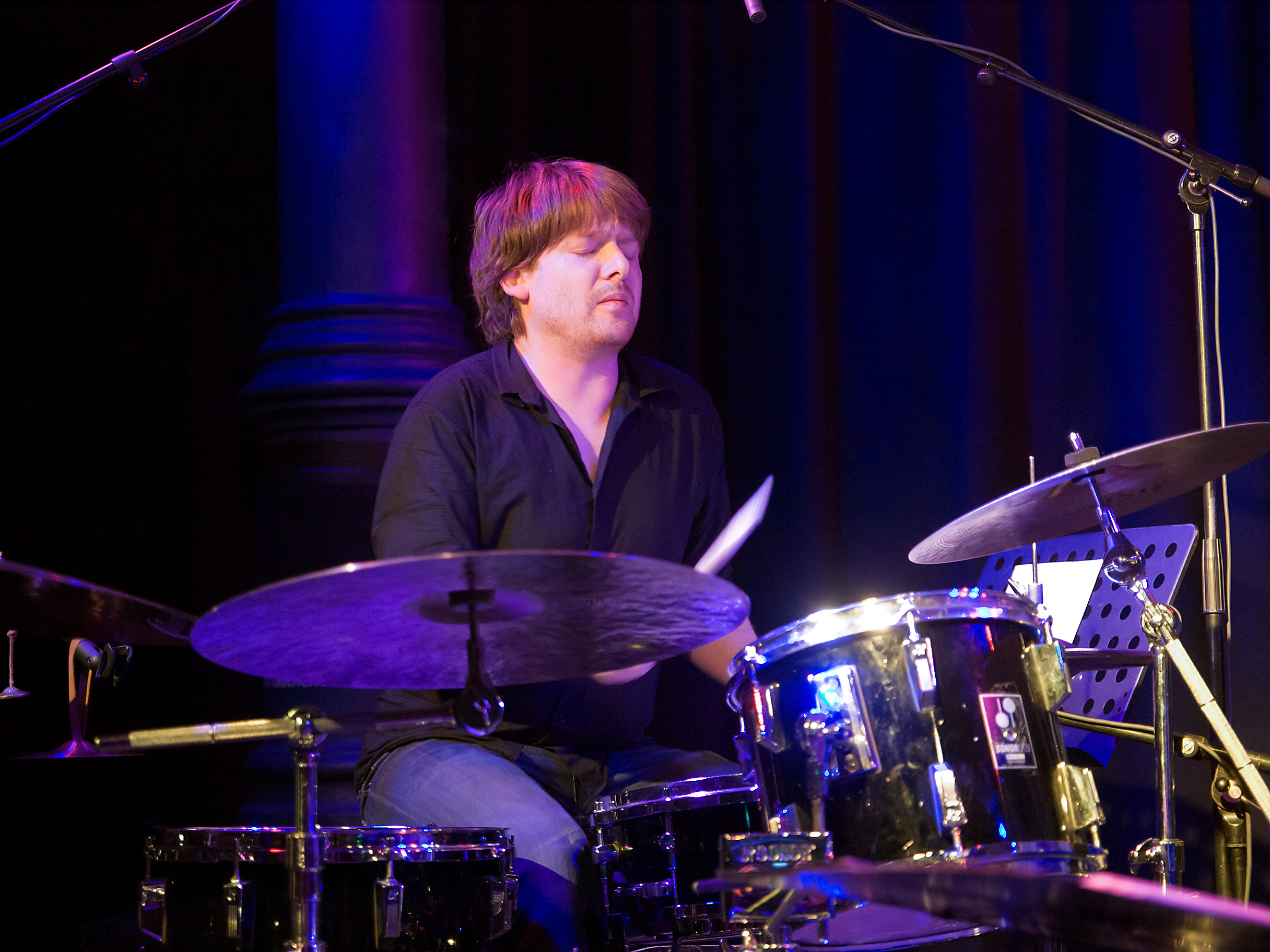
Lionel Friedli im Münchner Jazzclub Unterfahrt 2011

Lionel Friedli (* 1975 in Moutier) ist ein Schweizer Jazz-Schlagzeuger.

## Leben und Wirken
Friedli wuchs in Biel auf, hatte Unterricht am Konservatorium Biel und studierte an der Musikhochschule Luzern bei Norbert Pfammatter (Abschluss 2005). Er arbeitete ab 1998 u. a. mit seinem Studienfreund Lucien Dubois, mit dem in Lausanne erste Aufnahmen entstanden (Sumo, 2000), Manuel Mengis (Into the Barn, Hatology, 2004), Nicolas Masson, Vera Kappeler, Christoph Stiefel, ab 2013 mit Sarah Buechi. Seit 2005 bildete er mit Vincent Membrez das Drum- und Synth-Duo Qoniak, das mehrere Alben veröffentlichte.
Ferner spielte Friedli mit Heiri Känzig, Marc Ribot, Colin Vallon und Luzia von Wyl. Gegenwärtig arbeitet er u. a. mit Christy Doran’s New Bag, in der Formation Elgar (mit Hans Koch und Flo Stoffner), im Max Frankl Quartett, OZMO (mit Vincent Membrez und Pedro Lenz), Merz feat. Sartorius Drum Ensemble, im Quartett von Laura Schuler und Whisperings (mit Fred Frith). Mit den Schlagzeugern Christoph Steiner und Nicolas Wolf veröffentlichte er das Album Repercussive Cycles.
Im Bereich des Jazz war Friedli zwischen 2000 und 2021 an 46 Aufnahmesessions beteiligt. 2015 erhielt er den Jazzpreis der Fondation Suisa, 2021 einen Schweizer Musikpreis.